# Der Todesrächer von Soho
Der Todesrächer von Soho (en alemany) o El muerto hace las maletas (en castellà) és una pel·lícula de miseri germano-espanyola dirigida per Jess Franck estrenada el 1972. L'argument és basat en un conta de Byan Edgar Wallace.

## Sinopsi
Una sèrie d'assassinats sacseja Londres: després que la víctima faci les maletes, l'assassí el mata amb un llançament precís de ganivet. Però en el tercer assassinat, el detectiu Redford i el seu amic, l'escriptor de thriller Charles Barton, noten alguna cosa: la maleta va ser robada després de l'assassinat.
A partir de les fotos de l'escena del crim preses per Pickwick, se sospita que el Dr. Bladmore és el lladre. L'inspector consulta el seu despatx. El metge juga a l'amnèsia. Helen, la seva ajudant, més tard troba la maleta i descobreix ampolles de mescalina. Mentrestant, té lloc un quart assassinat, una vegada més el Dr. Bladmore és a l'escena del crim. Quan l'inspector Redford vol veure el metge, aquest ha desaparegut i el seu apartament s'ha incendiat.
Mentrestant, Charles Barton coneix la Celia i el Roger, els propietaris del Flamingo-Club, i afirma que hi ha mescalina al club. L'aboquen al Tàmesi, en Barton se'n surt amb la seva i després es fa passar per Bennett Reeds (el marit suposadament mort d'Helen).
El Dr. Bladmore, que s'ha convertit en Lord Cronsdale al seu castell, és el líder de la colla Flamingo. Va segrestar Helen. Però Bennett Reeds aconsegueix alliberar-la i mata en Bladmore i la seva banda.
Bennett Reeds era en realitat un agent de l'FBI culpable de tràfic de drogues. En sortir de la presó, va assumir la identitat d'una persona que acabava de morir, Charles Barton. Amb Patakes, un llançador de ganivets, es venja dels que li van destruir la vida amb mescalina. Finalment són abatuts per l'inspector Redford.

## Repartiment
- Horst Tappert: Charles Barton (alias Bennett Reeds)
- Fred Williams: l'inspector Rupert Redford
- Siegfried Schürenberg: Dr. Bladmore (alias Lord Cronsdale)
- Elisa Montés: Helen
- Barbara Rütting: Celia
- Moisés Augusto Rocha: Roger
- Luis Morri: Percy Pickwick, el fotògraf
- Ángel Menéndez: el cap de policia
- Andrés Monales: Patakes
- Wolfgang Kieling: Ferencz
- Rainer Basedow: Sergent McDowell
- Dan van Husen: Kronstel, el xofer de la pastisseria
- Eva Garden: Linda, la neboda de Lord Cronsdale
- Mara Laso: Milly
- Jess Franco: Mr. Gonzales